# Béatrice Filliol
Pour les articles homonymes, voir Filliol.
Béatrice Filliol, née le 12 mai 1969 à Saint-Jean-de-Maurienne, est une skieuse alpine française.

## Carrière
En 1984, elle remporte la Topolino (de) de descente en slalom géant, une course internationale considérée comme les championnats du monde des enfants.

## Résultats

### Jeux olympiques
- Jeux olympiques de 1992
  - Participation au slalom et au combiné
- Jeux olympiques de 1994
  - Participation au slalom[2]

### Championnats du monde
- Mondiaux 1991
  - Participation au combiné

### Coupe du monde
- Meilleur résultat au classement général : 43e en 1994
- 2 podiums

### Championnats de France
Elle a été 3 fois Championne de France Elite dont : 
- Championne de France de Descente en 1988
- 2 fois Championne de France de Slalom en 1989 et 1990

## Vie personnelle
Béatrice Filliol est mariée à un ancien skieur français spécialiste du slalom, Sébastien Amiez. Leur fils Steven Amiez est également un skieur professionnel, lui aussi spécialiste du slalom.